# Sugar
Denna artikel handlar om det japanska bandet. För System of a Down-låten med samma namn, se Sugar.
Sugar är ett japanskt band inom genren J-rock.
Sugar bildades år 2004. De hade samma medlemmar fram till december 2007 då basisten Koto lämnade bandet av anledningen att han inte hade samma mål som resten av bandet. Bandet består nu av sångaren Loki, basisten Shingo, gitarristen SIZNA och trummisen Atsuto.
Strax efter att de hade bildats höll de sitt första liveframträdande i Urawa Narciss, där de gav ut sin första singel, Ridicule/Dry Flower. Under 2005 uppträdde Sugar på ett antal ställen som Urawa Narciss, Ikebukuro Cyber, Holiday Shinjuku och Numazu Noir. Den 9 augusti spelade Sugar på Kuro Ari to Shirozatou i Takadano Baba AREA, strax efter släppte de sin första maxisingel, Mental Sketch Modified.
2006 gav sig Sugar ut på sin första turné, Kuro Ari to Shirozatou Vol. 2. På sin första turnédag släppte de sin andra singel, Berry. De fortsatte sitt hektiska liveschema och i maj hade de ett uppträdande med The Candy Spooky Theatre och Calmando Qual.
I juli började deras turné Distance to Grave of Mind följd av deras första minialbum, Grave of mind, vilket såldes över hela landet. Turnén avslutades den 26 augusti.
I början av november åkte de på en "två-mans"-turné med Emmuree som hette -Darker Meets Deeper-, och sålde ett begränsat antal cd med låtarna de gjort tillsammans.
Resten av 2006 framträdde Sugar med band som KuRt, BIS och Lynch.
2007 startade ytterligare en turné, deras andra jubileumsturné, Blessing for New Cradle, som även denna följdes upp med en maxisingel, Rotten Words som också släpptes över hela Japan.
Första halvan av året var fyllt med liveframträdanden. Men i juli gick Sugar ihop med ett annat band, Kaya, för ytterligare en "två mans"-turné vid namn “カップリングツアー
『薔薇と蜜、甘く馨る陶酔の交わりact 1 -舞踏会-第一夜』”,
Den 31 december spelade Sugar sitt sista liveframträdande med basisten Koto som ersattes av Shinto.
Sugar släppte sitt första hela album, [SWEETEST], 5 mars 2008 och de åkte på sin tredje jubileumturné 29 februari 2008.

## Diskografi

### Album/minialbum
- Grave of Mind
- [SWEETEST]

### Singlar/maxisinglar
- Rotten Words
- Ridicule
- Dry Flower
- Mental Sketch Modified
- Berry
- Darker Meets Deeper
- Yokusou, Blossom
- Sweetest